# Дери, Арье
Арье Махлуф Дери (ивр. אריה דרעי‎ род. 17 февраля 1959, Марокко) — израильский политик, лидер партии ШАС.

## Биография
Арье Дери родился в городе Мекнес в Марокко. В 1968 году семья через Марсель переселилась в Израиль и поселилась в Бат-Яме. Учился в иешиве Хеврон в Иерусалиме, где познакомился с равом Давидом Йосефом, сыном рава Овадьи Йосефа, и через него с его отцом. Арье особенно сблизился с равом Овадьей после того, как стал часто бывать в его доме, проводя частные уроки с его младшим сыном Моше. После свадьбы поселился в поселении Маале-Амос. В 1983 году переехал в Иерусалим и по просьбе рава Шаха и рава Овадьи стал одним из основателей партии ШАС. В 27-летнем возрасте Дери назначен на высокий пост Генерального директора министерства внутренних дел Израиля. В 1988 году Арье Дери становится министром внутренних дел в правительстве Ицхака Шамира, являясь самым молодым министром за всю историю Израиля. Дери участвовал в так называемом «Вонючем трюке» (התרגיל המסריח), призванном свалить правительство национального единства.
В 1990 году, вследствие статьи журналиста Мордехая Гилата в газете «Едиот ахронот» и подозрений в получении взятки, полиция начинает следствие по делу. Арье Дери воспользовался своим правом на молчание, что вызвало общественный гнев в стране.
На выборах в кнессет 1992 года, Дери впервые избирается в парламент и продолжает занимать пост министра внутренних дел в правительстве Ицхака Рабина. В 1993 году полиция подаёт в прокуратуру обвинительное заключение против Арье Дери и Верховный суд Израиля постановляет, что Дери не может исполнять обязанности министра. Арье Дери подаёт в отставку и отказывается от депутатской неприкосновенности.
В 1999 году суд приговаривает Арье Дери к четырём годам заключения и 250 000 шекелей штрафа. В результате протестного голосования партия ШАС увеличила представительство в кнессете с 10 до 17 мандатов. После подачи апелляции, Верховный суд Израиля изменил срок заключения Дери, сократив его на год. В 2003 году мировой суд Иерусалима признал Арье Дери виновным в нарушении общественного доверия, и приговорил его к 3 месяцам условно и штрафу в 10 000 шекелей.
В октябре 2012 года, перед выборами в кнессет 19-го созыва, Арье Дери возвращается в руководство партии ШАС, вместе с Эли Ишаем и Ариэлем Атиасом. Однако 28 декабря 2014 года два телевизионных канала выпустили видеозапись, в которой Овадия Йосеф напал на Дери, называя его злым человеком и вором. В тот же день, Дери вручили письмо об увольнении из раввинского совета ШАС. На следующий день Дери представил заявление об отставке спикеру Кнессета Эдельштейну. Его место занято Лиор Эдри.
Несмотря на свою отставку из Кнессета, Дери возглавил избирательный список ШАС на выборах в марте 2015 года и впоследствии был назначен министром экономики и министром развития Негева и Галилеи в новом правительстве. 3 ноября 2015 года он ушёл в отставку с должности министра экономики. 10 января 2016 года правительство единогласно утвердило назначение Арье Дери на пост министра внутренних дел Израиля. С 11 января 2016 по 13 июня 2021 года занимал эту должность. 29 декабря 2022 года занял должности министра внутренних дел и министра здравоохранения в правительстве, сформированным Биньямином Нетаньяху, но в январе 2023 года по решению Верховного суда был отстранён от обеих должностей.